# Samet Geyik
Samet Geyik (Manisa, 12 de enero de 1993) es un baloncestista turco que pertenece a la plantilla del Galatasaray Ekmas de la Liga turca. Con 2,06 metros de estatura juega en la posición de ala-pívot.

## Trayectoria deportiva

### Profesional
Comenzó su etapa profesional en las filas del Bornova Belediye, donde jugó en las categorías inferiores, llegando a disputar dos partidos con el primer equipo. En 2010 fichó por el Tofaş Spor Kulübü, equipo con el que disputó cinco temporadas, siendo la mejor la última, en la que promedió 6,3 puntos y 5,6 rebotes por partido.
En 2015 fichó por el Darüşşafaka Doğuş, pero sin llegar a debutar en el equipo, en el mes de enero de 2016 fue cedido al Pınar Karşıyaka, donde promedió 3,9 puntos y 2,4 rebotes por partido.
En agosto de 2016 fichó por el Anadolu Efes S.K..

### Selección nacional
Ha jugado con la selección de Turquía en sub-16, sub-18 y sub-20, ganando el bronce en el europeo sub-18 de 2011.